# M2 Browning
M2 Browning nebo Browning .50 je těžký kulomet navržený koncem první světové války Johnem Browningem. Jeho konstrukce je podobná Browningovu dřívějšímu kulometu M1919 Browning, komorovaný pro náboj .30-06. Ve třicátých letech byla jeho konstrukce zjednodušena a obdržel silnější hlaveň – odtud označení HB (Heavy Barrel – těžká hlaveň). Od té doby zůstává prakticky nezměněn.
M2 je komorován pro mnohem větší a výkonnější náboj 0.50 BMG (12,7 mm), který byl vyvinut společně se zbraní a od ni odvozuje svůj název (BMG znamená Browning machine gun). Američtí vojáci mu přezdívají "Ma Deuce" s odkazem na název. Konstrukce dostala mnoho konkrétních označení; oficiální americké vojenské označení pro současný pěchotní typ je Browning Machine Gun, Cal. .50, M2, HB, Flexible. Je účinný proti pěchotě, nepancéřovaným nebo lehce pancéřovaným vozidlům a člunům, lehkým opevněním a proti nízkoletícím letadlům či vrtulníkům.
Kulomet Browning ráže .50 je ve Spojených státech používán od 30. let 20. století po současnost jako letecký kulomet, či kulomet montovaný na vozidle ve všech významných konfliktech, kterých se USA zúčastnily včetně druhé světové války, korejské války, války ve Vietnamu, války o Falklandy, sovětské války v Afghánistánu, války v Zálivu, války v Iráku a v Afghánistánu. Je hlavním těžkým kulometem zemí NATO a služby se dočkal také v mnoha dalších zemích. M2 je v americkém inventáři používán déle než jakákoli jiná střelná zbraň, vedle pistole Colt 1911, která také patří mezi návrhy Johna Browninga.
Jeho výroba byla zastavena v sedmdesátých letech, ale přes četné pokusy se nepodařilo nalézt dostatečně účinnou náhradu. Proto byla nakonec v USA a Belgii obnovena. Současnou verzi M2HB v USA vyrábí společnost General Dynamics, Ohio Ordnance Works, a U.S. Ordnance pro americkou vládu a pro spojence prostřednictvím zahraničních vojenských prodejů. Dále je produkován zahraničními výrobci jako FN Herstal.

## Varianty a deriváty
- M2
- M2A1
- FN Browning M.1939

### Letecké kulomety
- .50 Browning AN/M2
- M296
- XM213/M213, XM218, GAU-15/A, GAU-16/A a GAU-18/A
- AN/M3, GAU-21/A a M3P